# Lygropia pogonodes
Lygropia pogonodes là một loài bướm đêm trong họ Crambidae.